# Сиарнак (спутник)
Сиарнак (англ.  Siarnaq) — тридцать второй по отдалённости от планеты и тридцатый по размеру спутник Сатурна. Также обозначается как S/2000 S 3. Открыт 23 сентября 2000 года астрономами Бреттом Глэдманом, Джоном Кавелаарсом и другими. Входит в эскимосскую группу спутников Сатурна.
Назван в честь хозяйки морей и морских существ Сиарнак из эскимосской мифологии.